# Paranecroscia longicollis
Paranecroscia longicollis är en insektsart som beskrevs av Ludwig Redtenbacher 1908. Paranecroscia longicollis ingår i släktet Paranecroscia och familjen Diapheromeridae. Inga underarter finns listade i Catalogue of Life.